# Diogenes från Apollonia
Diogenes från Apollonia, eller Diogenes Apolloniates, född omkring 460 f.Kr., var en försokratisk, grekisk naturfilosof från Apollonia på Kreta. Hans far var enligt Diogenes Laertios en framstående naturfilosof vid namn Apollotemis.
Fastän Diogenes var dorer skrev han på jonisk dialekt, liksom alla andra physiologi (fysikfilosofer) gjorde. Det synes finnas inga tvivel om att han under tid var bosatt i Aten, och enligt Diogenes Laertios blev han så illa omtyckt där (troligen på grund av hans förmodade ateism), att hans liv var i fara.
I likhet med Anaximenes, trodde Diogenes att luften var alltings urämne, varifrån all annan substans var skapad genom kondensation. Vad som skilde Diogenes från Anaximenes, var att han menade att luften besatt intelligens, att världen var oändlig, och så även vakuumet. Enligt Diogenes kunde inget bli till av inget, och inget kunde förgöras till intet
I själva verket tillhörde han en gammal jonisk skola, vars doktrin han modifierade med teorier av hans samtida Anaxagoras, fastän han undvek dennes dualism. Hans mest betydelsefulla verk var De natura som finns bevarad i fragment, huvudsakligen i Simplikios; det är möjligt att han också skrev Mot sofisterna och Om människans natur, i vilket det välkända fragmentet om vener skulle ingått; det är också möjligt att dessa är derivat från hans stora arbete.